# Ecay
Ecay (Ekai en euskera y de forma oficial) es una localidad española y un concejo de la Comunidad Foral de Navarra perteneciente al municipio de Araquil. 
Está situado en la Merindad de Pamplona, en la comarca de La Barranca, en el valle de Araquil y a 24,5 km de la capital de la comunidad, Pamplona. Su población en 2014 fue de 31 habitantes (INE), su superficie es de 5,11 km² y su densidad de población es de 6,07 hab/km².

## Geografía física

### Situación
La localidad de Ecay está situada en la parte centro del municipio de Araquil a una altitud de 510 m s. n. m. Su término concejil tiene una superficie de 5,11 km² y limita al norte con Echarren; al este con Ollo en el valle de Ollo; al sur con Urrizola y al oeste con Zuazu.

## Demografía

### Evolución de la población
| Gráfica de evolución demográfica de Ecay entre 2000 y 2010 |
|                                                            |
| Datos según el nomenclátor publicados por el INE.          |